# Serramola
Serramola és una serra situada entre els municipis de Baix Pallars i Soriguera, a la comarca del Pallars Sobirà, amb una elevació màxima de 2.223 metres.